# Hana Uhlířová
Hana Uhlířová (17. července 1928 Boskovice – 22. září 1972 Praha) byla právnička a překladatelka z francouzštiny a němčiny.

## Život
Hana Uhlířová byla dcerou Josefa Skoupila, majitele Mikešova mlýna ve Skalici nad Svitavou, a Bohuvěry Skoupilové, za svobodna Hrůzové.

## Dílo
Přeložila Druhé pohlaví od Simone de Beauvoir společně s Josefem Kostohryzem (předmluvu napsal Jan Patočka), Pravdu poznání a činu od Maurice Blondela společně s Jaroslavem Kohoutem, Královnin náhrdelník od Alexandra Dumase společně s Ladislavem Jehličkou a mnohé jiné.